# Little Sarsfield Lake
Little Sarsfield Lake är en sjö i Kanada.   Den ligger i Timiskaming District och provinsen Ontario, i den sydöstra delen av landet, 500 km nordväst om huvudstaden Ottawa. Little Sarsfield Lake ligger 352 meter över havet. Arean är 0,19 kvadratkilometer. Den ligger vid sjön Ellis Lake. Den sträcker sig 1,4 kilometer i nord-sydlig riktning, och 0,2 kilometer i öst-västlig riktning.
I omgivningarna runt Little Sarsfield Lake växer i huvudsak blandskog. Trakten runt Little Sarsfield Lake är nära nog obefolkad, med mindre än två invånare per kvadratkilometer.